# Sonic Runners
Sonic Runners (яп. ソニック ランナーズ Соникку Ранна:дзу) — видеоигра в жанре платформер из серии Sonic the Hedgehog, разработанная студией Sonic Team для мобильных устройств под управлением iOS и Android. Игра была выпущена 25 февраля 2015 года на территории Японии и Канады, и 25 июня того же года во всём остальном мире. Sonic Runners использовала модель free-to-play: сама игра распространялась бесплатно, однако некоторый контент можно было купить за настоящие деньги.
Действие Sonic Runners происходило на уровнях игры Sonic Lost World. Главные герои, Соник, Тейлз и Наклз, на протяжении всего сюжета пытались остановить злодея доктора Эггмана, который хотел захватить мир и построить империю «Эггманленд», планируя поработить и роботизировать жителей планеты. Геймплей Sonic Runners был аналогичен предыдущим играм серии Sonic the Hedgehog, однако здесь игровой персонаж всегда самостоятельно бежал по уровню, а от игрока требовалось совершать прыжки и уклоняться от врагов.
Анонс игры состоялся в конце 2014 года; Sonic Runners являлся первым проектом Sonic Team, созданным специально для смартфонов и планшетов. Sonic Runners получал смешанные отзывы от прессы. Игру хвалили в первую очередь за графику и игровой процесс, но критиковали за сложную регистрацию в меню и обязательное наличие на мобильном устройстве постоянного интернет-соединения. В мае 2016 года поддержка игры была прекращена, а отвечающие за работоспособность сервера завершили свою работу 27 июля того же года. 10 июня 2017 года состоялся выход сиквела — Sonic Runners Adventure.

## Игровой процесс
Sonic Runners была выполнена в двухмерной графике и требовала наличия постоянного интернет-соединения. Игра разделена на 50 небольших эпизодов. По сюжету Соник, Тейлз и Наклз противостояли злодею доктору Эггману, который стремился построить свою империю «Эггманленд». В Sonic Runners, как и в игре Sonic Dash, управлять героем не было нужно, так как он всегда автоматически бежал вперёд. Игрок касанием по сенсорному экрану совершал прыжок и уклонялся от препятствий, собирая кольца и кристаллы. Также на локациях были разбросаны бонусы, такие как временная неуязвимость, виспы, дававшие персонажу дополнительные силы, и другие. После прохождения определённого отрезка уровня (а всего уровней три — «Windy Hill», «Sky Road», «Lava Mountain»), а также в конце некоторых эпизодов, происходило сражение с Эггманом. Если во время прохождения персонаж не собрал хотя бы одно кольцо и получил повреждение, упал в пропасть или врезался в стену, игра заканчивалась и в отдельном меню подсчитывается общее число очков. Вся статистика отправляется в онлайн-таблицу рекордов. За каждый пройдённый эпизод игрок получал золотые или красные звёздные кольца. Кроме основной игры, в Sonic Runners доступен режим «Time Attack», в котором предлагалось прохождение уровней за минимальное время.
Помимо Соника, после прохождения нескольких эпизодов в Sonic Runners можно было играть Тейлзом и Наклзом. Они могли выступать в качестве игровых персонажей или быть напарниками. Собранные золотые и красные звёздные кольца можно было потратить, например, на улучшение навыков персонажей или игру в рулетку, где призами могли быть дополнительные компаньоны или игровые бонусы, и прочее. Полученный в качестве награды компаньон давал игроку временное улучшение его способностей на уровнях. В начале каждой недели проходило недельное соревнование, в котором игроку предлагали ежедневно выполнять определённые миссии и задания.

## Разработка и выход игры
Идея о создании отдельного платформера серии Sonic the Hedgehog на смартфоны и планшеты появилась ещё во время разработки двух эпизодов Sonic the Hedgehog 4. Хотя студия Sonic Team и ранее создавала игры для мобильных телефонов под маркой Sonic Cafe, дизайнер Такаси Иидзука хотел создать новый проект для игроков всех возрастов и, по возможности, добавлять туда новый контент. На разработчиков также повлиял успех игры Sonic Dash, созданной британской компанией Hardlight. На стадии планирования было принято решение не использовать трёхмерную графику как в Dash, и сделать Sonic Runners похожим на старые игры серии, выходившие на консоли Mega Drive/Genesis. А чтобы увеличить время прохождения, была специально создана сюжетная линия, поделённая на эпизоды. В Интернете первые слухи о Sonic Runners появились в конце 2014 года. Выяснилось, что ещё в июле Sega зарегистрировала домен «sonicrunners.com». Игра была официально анонсирована 28 декабря главой Sonic Team Такаси Иидзукой на мероприятии Sonic Fan Thanksgiving в парке развлечений Joypolis в Токио. Кроме названия, никаких деталей о проекте предоставлено не было; сообщалось, что подробности будут раскрыты в следующем месяце. 3 февраля 2015 года был выпущен тизер-трейлер и опубликована новая информация об игре.
Игра была выпущена 25 февраля на iOS и Android в Японии и Канаде. По словам разработчиков, выход Sonic Runners в выбранных странах был необходим для того, чтобы протестировать игру, выявить баги, а также посмотреть на реакцию игроков, и затем, в зависимости от собранных данных, принять решение о выпуске приложения в США и Европе. К 6 марта в Sonic Runners сыграло 300 000 игроков, а к 12 марта это число увеличилось до 500 000. 5 марта была добавлена возможность разблокировать персонажей хамелеона Эспио, крокодила Вектора и пчелу Чарми. Для этого необходимо было до 15 марта выиграть в премиум-рулетку яйца, содержащее персонажей. С 30 марта по 6 апреля, в честь Пасхи, в Sonic Runners было проведено соревнование. Для этого в игру были добавлены три компаньона, включая волшебницу Мерлину из Sonic and the Black Knight, а также новый специальный этап — весенний «Windy Hill». Игроки должны были собирать раскиданные по уровням пасхальные яйца; в конце соревнования, в зависимости от набранных очков, пользователю выдавались бонусы. С 14 по 19 апреля игрокам предлагалось зарегистрировать свою информацию на официальном японском сайте Sonic Runners, и в качестве подарка получить трёх компаньонов в виде персонажей игры Phantasy Star Online 2. 15 апреля в Sonic Runners в качестве компаньона была добавлена джинния Шахра из Sonic and the Secret Rings. C 10 по 17 июня было проведено соревнование, посвящённое игре Puyo Puyo!! Quest. В течение этого времени игрокам был доступен специальный этап, а также возможность разблокировать трёх компаньонов и Эми Роуз в одежде Амити.
25 июня состоялся мировой релиз игры. C 26 июня по 10 июля, в честь 24-летия серии Sonic the Hedgehog, в Sonic Runners был доступен новый уровень и возможность разблокировать «классического» Соника. В игру также были добавлены три компаньона в виде «Яйца смерти», приставки Sega Genesis и картриджей Sonic the Hedgehog и Sonic & Knuckles, подсоединённых друг к другу с помощью технологии «Lock-on». С 3 по 31 июля игроки при помощи премиум-рулетки могли разблокировать нового персонажа — робота E-123 Омегу, а с 10 июля по 7 августа — летучую мышь Руж. C 16 по 23 июля было проведено очередное соревнование. В течение этого времени был доступен новый уровень, на котором игроки должны были собирать сокровища. В игру также были добавлены три компаньона, включая Эрейзора Джинна из Sonic and the Secret Rings. 24 июля в Sonic Runners были добавлены новые персонажи — ёж Сильвер, крольчиха Крим и кот Биг. Для того чтобы получить к ним доступ, игрокам не требовалось выигрывать их в рулетку; вместо этого они должны были купить этих героев за обычные или красные звёздные кольца.
К 30 июля игра была загружена более 2 миллионов раз, к 22 октября — 5 миллионов. C 30 июля по 13 августа в рамках акции, посвящённой Nights into Dreams…, имелась возможность разблокировать трёх новых компаньонов — Найтс, Реалу и найтопиана. C 31 июля по 28 августа игроки могли получить доступ к кошке Блейз, а с 4 по 25 сентября — к ехидне Тикал, Хаосу, большой касатке и самолёту «Торнадо» из Sonic Adventure. С октября, в честь Хеллоуина, в Sonic Runners появились два новых персонажа: Зазз из Sonic Lost World, присутствовавший здесь в качестве босса, и привидение Король Бум Бу из Sonic Adventure 2, которого можно было выиграть в рулетке до 1 ноября. В декабре был выпущен контент по игре Fantasy Zone. 25 декабря были добавлены предметы и вещи, посвящённые Рождеству, например, шапки для главных героев и новые компаньоны. В 2016 году появились новые персонажи-компаньоны: Соник-оборотень, барсучиха Стикс и демон Мефилес. В феврале игроки могли пройти специальный уровень — «Frozen Factory» из Sonic Lost World. 27 мая 2016 года Sega объявила о прекращении поддержки Sonic Runners. Все сервера, отвечающие за работоспособность игры, были приостановлены 27 июля 2016 года.

## Музыка
Музыкальное сопровождение Sonic Runners было написано композитором Томоей Отани, который работал над музыкой к предыдущим частям серии Sonic the Hedgehog. О создании саундтрека к игре он сообщил в своём Твиттер-аккаунте 3 февраля 2015 года.
За день до мирового релиза, 24 июня 2015 года, в онлайн-магазинах iTunes Store и Amazon MP3 был выпущен альбом с саундтреком игры под названием Sonic Runners Original Soundtrack Vol. 1, включающий в себя шесть композиций. 25 декабря был издан второй альбом Sonic Runners Original Soundtrack Vol. 2, включающий в себя семь композиций. 14 сентября 2016 года был издан третий альбом Sonic Runners Complete Soundtrack, в котором содержатся все треки из первых двух альбомов, выпущенных ранее. Помимо основных альбомов, треки «Beyond The Speed Of…» и «Theory Of Attack» были включены в саундтрек 2016 года Sonic the Hedgehog 25th Anniversary Selection, выпуск которого был приурочен к 25-летию серии Sonic the Hedgehog.
| №                   | Название               | Длительность |
| ------------------- | ---------------------- | ------------ |
| 1.                  | «Beyond The Speed Of…» | 3:31         |
| 2.                  | «Fly Away»             | 3:44         |
| 3.                  | «Power Ride»           | 2:48         |
| 4.                  | «Theory Of Attack»     | 2:43         |
| 5.                  | «Spring Emotions»      | 4:12         |
| 6.                  | «Where To Today?»      | 2:36         |
| Общая длительность: | Общая длительность:    | 19:34        |

| №                   | Название            | Длительность |
| ------------------- | ------------------- | ------------ |
| 1.                  | «Going My Way!»     | 1:01         |
| 2.                  | «Go Quickly!»       | 3:09         |
| 3.                  | «Fiery Passion»     | 3:34         |
| 4.                  | «End of the Summer» | 3:48         |
| 5.                  | «Strange Parade»    | 3:42         |
| 6.                  | «Magical Snow Day»  | 4:11         |
| 7.                  | «Ambition»          | 3:54         |
| Общая длительность: | Общая длительность: | 23:19        |

| №                   | Название               | Длительность |
| ------------------- | ---------------------- | ------------ |
| 1.                  | «Beyond The Speed Of…» | 3:31         |
| 2.                  | «Fly Away»             | 3:44         |
| 3.                  | «Power Ride»           | 2:48         |
| 4.                  | «Theory Of Attack»     | 2:43         |
| 5.                  | «Where To Today?»      | 2:36         |
| 6.                  | «Going My Way»         | 1:01         |
| 7.                  | «Go Quickly!»          | 3:09         |
| 8.                  | «Spring Emotions»      | 4:12         |
| 9.                  | «Fiery Passion»        | 3:34         |
| 10.                 | «End Of The Summer»    | 3:48         |
| 11.                 | «Strange Parade»       | 3:42         |
| 12.                 | «Magical Snow Day»     | 4:11         |
| 13.                 | «Ambition»             | 3:54         |
| Общая длительность: | Общая длительность:    | 42:53        |

## Оценки и мнения
| Сводный рейтинг    | Сводный рейтинг |
| Агрегатор          | Оценка          |
| ------------------ | --------------- |
| GameRankings       | 58,75 %         |
| Metacritic         | 51/100          |
| Иноязычные издания |                 |
| Издание            | Оценка          |
| Destructoid        | 6/10            |
| TouchArcade        | [ 47 ]          |
| GameZebo           | [ 9 ]           |
| The Jimquisition   | 4,5/10          |

Ещё до выхода Sonic Runners журналисты строили свои предположения, как будет выглядеть новый платформер от Sonic Team на мобильных устройствах. Критик из GameZone Татьяна Моррис хотела пройти нового Соника в игре, который бы напоминал Sonic the Hedgehog и Sonic Adventure. А Бретт Македонски из Destructoid заявил, что после разгромной критики двух игр Sonic Boom, поклонники серии взволнованы релизом Sonic Runners, и возлагают на него большие надежды.
Однако после мирового релиза мнения о Sonic Runners среди игровой прессы разделились. По данным сайта GameRankings, средняя оценка Sonic Runners составляет 58,75 %. Схожая статистика опубликована и на Metacritic — 51 балл из 100 возможных. Представитель сайта Destructoid оценил игру в 6 баллов из 10. Крис Картер похвалил игровой процесс, которым разработчики могут гордиться, но критиковал платный контент в духе «заплати, чтобы играть». Похожее мнение оставил и Шон Масгрэйв из TouchArcade, оценивший Sonic Runners в своём обзоре в 2 звезды из 5. Рецензент Джим Стерлинг в своей статье поставил оценку 4,5 балла из 10. Он, как и Картер, в минусы платформера также занёс систему оплаты и разочаровался долгими загрузками, которые часто происходят в игре. Но не все отзывы носили негативный характер. Например, Джиллиан Вернер, рецензент из GameZebo высоко оценил проект, поставив ему 4 с половиной звезды из 5. По его мнению, «синий талисман» компании Sega идеально подходит для мобильных игр, что хорошо видно по Sonic Dash. Журналист советует фанатам Соника приобрести Sonic Runners, потому что «отполированный» геймплей очень похож на старые классические игры серии и возвращает обратно высокую скорость.